# 将棋類の一覧

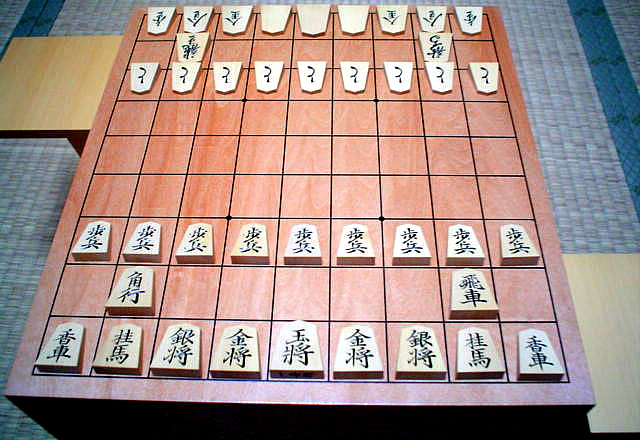
将棋

将棋類の一覧（しょうぎるいのいちらん）は、将棋に類する盤上遊戯の一覧である。

## 伝統的な日本将棋

### 古将棋

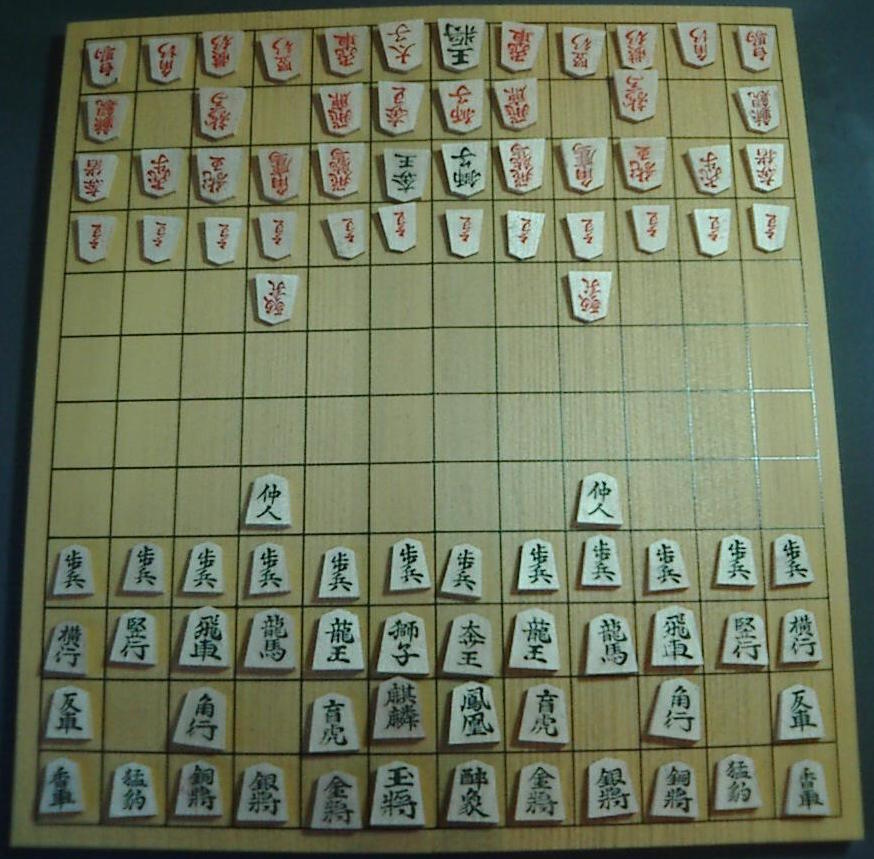
中将棋

江戸時代までに考案され、現在はほとんど指されることがなくなった将棋を総称して「古将棋」と呼ぶ。
- 原将棋（8×8マス、あるいは 9×9マス） - 現在の本将棋（下記参照）から飛車と角行を抜いた将棋。ただし8×8盤は不明。
- 平安将棋（8×8マス、9×8マス、あるいは 9×9マス）
- 平安大将棋（13×13マス）
- 小将棋（9×9マス。本将棋に醉象を加えた将棋）
  - 朝倉象棋（持ち駒の再利用ができる小将棋）
  - 小象棋（醉象・猛豹のある小将棋）
- 中将棋（12×12マス）
- 大将棋（15×15マス）
- 天竺大将棋（16×16マス）
- 大大将棋（17×17マス）
- 摩訶大大将棋（19×19マス）
- 泰将棋（25×25マス）
- 大局将棋（36×36マス） - 最大の将棋
- 和将棋（11×11マス） - 江戸時代に発案
- 禽将棋（7×7マス） - 江戸時代に発案
- 広将棋（19路×19路） - 碁盤と碁石を使う将棋。荻生徂徠が考案したとされる。
- 白溝戯 - 江戸時代に堀麦水が発案。

### 古将棋が紹介されている書籍
- 象戯図式
- 諸象戯図式
- 象棋六種之図式

## 沖縄将棋（象棋＝チュンジー）
中国の象棋（シャンチー）を源流として、15世紀までに沖縄へ伝わった。木の枝を輪切りにした「タマ」と呼ばれる円形の駒（直径5 cm・厚さ2 cm程度）7種類16個と、40 - 50 cm四方の折り畳み式盤を使い対戦する。相手のタマを取っても持ち駒にできない、先手はブーサー（沖縄式じゃんけん）で決めるといった独特のルールがある。3人以上で戦う「クーフェー」という派生ゲームもある。太平洋戦争後は徐々に廃れ、21世紀には競技人口が高齢者を中心に数十人に減っていた。入門書『はじめての象棋』（編集工房東洋企画）が2011年刊行されるなど、近年は教室の開設、関連資料の収集・保存による再興の動きが出ている。
- クーフェー - 「わう・しい・さん・ちい・うま・ふわー」[2]の6種の駒を手に隠し持ち、参加者が同時に出し合って見せ、最も強い駒を出した者が、出された場の全てを取る遊戯[3]。

## 現代の将棋とその変形
将棋（本将棋）と同じ盤・駒を用い、ルールが異なるゲームについては変則将棋を参照。
- 将棋（本将棋）（9×9マス）
- どうぶつしょうぎ（3×4マス）- 考案者は北尾まどか女流初段。幻冬舎エデュケーションで製品化[4]。
- ごろごろどうぶつしょうぎ（5×6マス）- 北尾まどか女流初段監修。日本将棋連盟で、将棋の入門として広く遊ばれていた5656将棋がベースとされている。幻冬舎エデュケーションで製品化[5]。
- おおきな森のどうぶつしょうぎ（9×9マス）- 将棋の駒をどうぶつしょうぎ風にしたもの。ルールは本将棋と同じ。幻冬舎エデュケーションで製品化。
- J-Chess（9×9マス）- 将棋の駒をキャラクター化したもの。ルールは本将棋と同じ。
- きょうりゅう将棋（9×9マス） - 元女流アマ名人の石内奈々絵が考案し、福井県の中山商事が製品化。福井の名物である恐竜をモチーフに、子どもに親しみやすいデザインにした。ルールは本将棋と同じ。
- アンパンマンはじめてしょうぎ（3×5マス）- 北尾まどか女流初段共同開発。どうぶつしょうぎよりも駒の数が少ない。入門将棋の位置づけだが、将棋と同じ動きをする駒はない。セガトイズで製品化。
- 5五将棋（5×5マス） - ミニ・ショウギとも言われる。「ウルトラマンしょうぎ」、「仮面ライダーしょうぎ」などのキャラクターものとして宝島社から製品化されている。高橋和女流三段監修の「ドラえもん はじめての将棋」でもミニミニ将棋として製品化。
- 五分摩訶将棋（4×5マス） - マイクロ・ショウギとも言われる。駒の配置は5五将棋に似ているが、駒の成り方が通常と異なる。
- 摩訶小小将棋（4×5マス） - 大山康晴が考案と言われる「五分摩訶将棋」と似ているが、駒の成り方が中象棋以上の大型将棋（金将が成ると飛車など）に準ずる[6]。
- 京都将棋（5×5マス） - 一手ごとに駒を裏返す斬新なルールで知られる。幻冬舎エデュケーションで製品化。
- ジャドケンス将棋（6×6マス） - 六々将棋とも言われる。盤の大きな5五将棋のようなもの。ポール・ジャドケンスが考案したとされるが、5五将棋を参考にした可能性が高い。
- 鯨将棋（6×6マス） - アメリカで考案された。駒に鯨類の名前がつけられている。
- 槍将棋（7×9マス） - オランダで考案された。駒は本将棋と同じだが、動き方が異なる。
- 大砲将棋（9×9マス） - アメリカで考案された。大砲を模した駒がある。
- 川中島将棋（9×10マス）- 明治時代中ごろに考案された将棋[7]。シャンチーを日本流にアレンジしたもの。
- 征清将棋（中国語版）（117マス）- 明治27年の日清戦争時に発案された[8]。
- 鬼将棋（中国語版）（11×11マス） - 『陀羅鬼CG』という対戦型カードゲームを将棋風ボードゲームにしたもの。
- 関が原合戦将棋（9×9マス）- 関ケ原町歴史民俗資料館[9]で販売するもの[10]。基本的なルールは本将棋と同じだが、駒が成るときに違いがある。
- 国際三人将棋（六角形のマスで、一辺が7マス（計127マス）） - 谷ヶ崎治助により、1933年（一説には1931年）に発表されたゲーム。一辺7マスのHEX（六角形）盤を用い、3人で行う[11]。
- 四人将棋（9×9マス） - 島根県平田市（現・出雲市）の太田満保市長（当時）が発案。
  - 四神将棋（15×15マス） - BSフジで2016年12月27日から放送されているテレビ番組。
- 3三将棋（3×3マス）：南雲夏彦が1980年に考案した3x3マスの盤を使う将棋[12]。
  - 9マス将棋（3×3マス）[13]：南雲による考案の3三将棋を、青野照市（当時:日本将棋連盟 理事）が商品化し[14]、幻冬舎から2016年8月に発売[15]。
- 六面将棋（13×13マス）-小曽根によって著作考案された正六面体の駒と13×13マスの将棋盤で対局する将棋。六面全てを使用する六面将棋と、上下前後の4面で行う対局+左右の2面で行う対局をそれぞれ違う対局で行う六面将棋Lite（ライト）に大別される。特徴は対局に使用される駒が本将棋をベースに構成されており、1つの正六面体の駒で、本将棋+六面将棋（Lite含）+αの3種のルールの違う将棋が行える多目的将棋として特徴がある。
- 京将棋（10×10マス） - 京将棋連合の善勝寺によって著作考案された「京」[16]2枚と「銅将」[17]2枚、「歩兵」2枚を追加して対局する将棋で、以下の6つの将棋も善勝寺による著作考案であり、金斗将棋・タキオン将棋以外の4つは本将棋と併せて対局するルールもある。
  - 小京将棋（9×9マス） - 桂馬を京に置き換えて対局する将棋。
  - 銅将棋（9×9マス） - 銀将を銅将に置き換えて対局する将棋。
  - 山車将棋（9×9マス） - 香車を山車に置き換えて対局する将棋。
  - 金翅将棋（9×9マス） - 金将を金翅[18]に置き換えて対局する将棋。[19]
  - 金斗将棋（9×9マス） - 金将を金斗に置き換えて対局する将棋。[19]
  - タキオン将棋（9×9マス） - 同じ段の3筋と7筋の間を相互に移動できる将棋である。歩兵のみ移動できない。(と金は移動できる)
- リアルタイムバトル将棋 - 手番の概念がなくなり、好きな駒を好きなタイミングに移動できる。シルバースタージャパンよりダウンロード販売専用ソフトとして配信された。
- エクストリーム将棋 - 短期決戦化した将棋で、カードを引くことで決定される駒といびつな形の盤を使用し、複数回対局を行うもの[20]。

## 日本以外の将棋類
- チャトランガ（古代インド）
- シャトランジ
- チェス

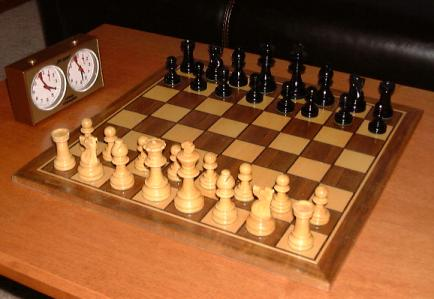
チェス

- シャンチー（象棋 (Xiangqi) 、中国）
  - 七国象棋
- チャンギ（장기（將棋）、朝鮮半島）
- マークルック（タイ王国）
- オク・チャトラン（カンボジア）
- シャタル（モンゴル）
  - ヒャーシャタル
- セヌテレジ（エチオピア）
- シットゥイン（ミャンマー）
- チャトル（マレーシア・インドネシア）
- マックフク（ラオス）

## 将棋の道具を使う異種の遊戯
- ゼロサム系
  - 飛び将棋（中国語版） - 歩だけを用いて、相手の陣地に攻め込んでいくゲーム。高橋和女流三段のデザインで、「ぴょんぴょん将棋」（3×9マス）としてポプラ社から発売。
  - はさみ将棋 - 歩だけを用いて、相手の駒をはさんでとっていくゲーム。高橋和女流三段のデザインで、 「スイスイはさみ将棋」（6×9マス）としてポプラ社から発売。高橋和女流三段監修の「ドラえもん はじめての将棋」でも製品化。
  - 新将棋（8×5マス） - リバーシのように交互に駒を置いて、置いた駒の利きにある駒をすべて敵味方逆転させ、玉将を2枚とも持った側が勝ちとなる。1枚どうしのときは味方の駒の枚数で勝敗を決める。第4回アスキーエンタテインメントソフトウェアコンテスト・パーソナルコンピュータ作品賞[21]。
- すごろく系
  - まわり将棋 - 将棋の駒を用いた双六。高橋和女流三段監修の「ドラえもん はじめての将棋」で製品化。
- ごいた - 奥能登に伝わる伝統遊技。北尾まどか女流二段のデザインで、将棋ごいたとしてカードゲーム化された。
- おはじき将棋 - 将棋の駒を指ではじいて、相手の駒を倒すゲーム。
  - お城将棋 - 将棋の駒を指ではじいて、相手の陣を崩すゲーム。高橋和女流三段監修の「ドラえもん はじめての将棋」で製品化。
- 積木系
  - 将棋崩し（山くずし） - 一塊の山にした将棋の駒を交互にとっていくゲーム。高橋和女流三段監修の「ドラえもん はじめての将棋」で製品化。
  - 将棋倒し - ドミノ倒しの将棋バージョン。
  - 積み将棋 - 一つの駒の上に順番に駒を置いていき、倒してしまうと負け[22]。

また、明治時代に刊行された『世界遊戯法大全』にもすでにいくつかの遊戯が見られる。

## 遊び方

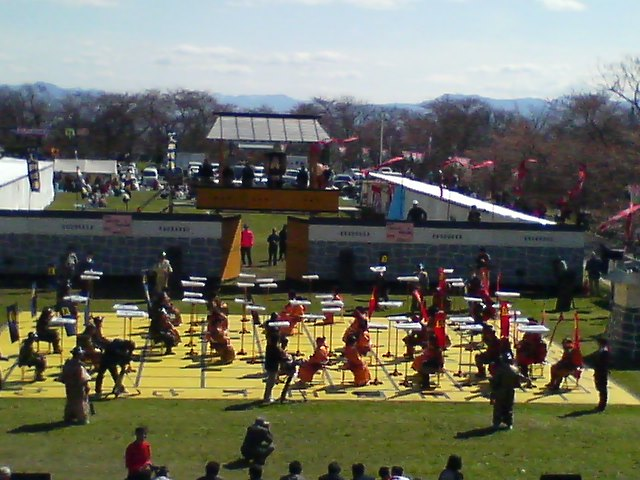
人間将棋（2006年）

- 詰将棋 - 将棋のルールを用いたパズル。対戦ゲームではない。
- 歩なし将棋 - 歩兵を使わない将棋。
- ペア将棋
- 目隠し将棋（脳内将棋）
- 郵便将棋
- 人間将棋 - 山形県天童市の祭。近年ではほかの地域でも行われることがある。
- 盲人将棋 - 視覚障害者が指せるように、盤と駒を工夫した将棋。
- 太閤将棋 - 将棋の下手な太閤秀吉でも勝てるように工夫した駒の落とし方。
- 王手将棋 - 王手をかけることが勝利条件の将棋。

## その他の将棋
- 軍人将棋 - お互いに駒の種類の情報を隠して戦うゲーム。駒の衝突時には「より強い種類の駒」が勝つので、どちらの駒が強いか第三者が確認するのが特徴である。
- 哲学飛将碁 - チェッカーに似たゲーム。
- じゃんけんしょうぎ（6×6マス）- 学研の「頭のよくなるゲームシリーズ」のひとつ。駒の形や動きは将棋と大きく異なる。
- ろっかくしょうぎ（6角形19マス）- 梅田龍一によって考案され、学研の｢頭の良くなるゲームシリーズ」として発売されたボードゲーム。駒の方向を変化できる点と、六角形の盤上で行う点が将棋と大きく異なる。
- サッカーしょうぎ（8×5マス）- 水沢 三太&二三八によって考案され、学研の「頭のよくなるゲームシリーズ」として発売されたボードゲーム。駒の形や動きは将棋と大きく異なる。
- どうぶつサッカー（3×5マス）- しんどうこうすけが考案したボードゲーム。どうぶつしょうぎの藤田麻衣子がイラストデザインなので、見た目がどうぶつしょうぎに似ている。
- 宇宙将棋（9×9マスを9枚） - 垂直に重ねた9枚の将棋盤から構成される三次元将棋類。駒は垂直方向にも移動できる。
- ショーギウォーズ - 1984年バンダイから発売。将棋の駒がロボット型に変形する。1985年には同社より食品玩具としてショーギロボが発売された。同じく将棋の駒がロボットに変形するが変形機構は異なる。
- 棋神伝バトルコマンダー - 2004年5月バンダイから発売。完成済みフィギュアをプラモデルの駒に乗せて戦う。自分の駒を別の自分の駒に移動させて重ね、2つの駒の移動範囲を合成するピースユナイトというルールが有る。コミックボンボンに津島直人作の同名漫画が4巻分連載された。コンピューターゲーム化の予定も有ったが中止された[24]。
- ナヴィアドラップ （7×7マス） - 2004年8月14日バンダイから発売。フィギュアを駒とするボードゲーム。2005年にはウェブアニメも5本作られた。アメリカでのみ発売され日本発売の予定は中止された。
- メタルショーギ（4×4マス） - 2010年3月20日バンダイから発売。召喚コストを考慮しながら盤面にダイキャストフィギュアを配置していく。同じマスで自軍と相手の駒がぶつかった場合、駒に割り振られているアタックポイントとダイスの目の合計値が高い方の駒の勝ち。エフェクトカードで特殊効果を追加できる。『ドラゴンボール改』のキャラクター商品。
- 二四棋（にしき） - 2006年12月しーの・トイから発売。DXと小伝の2種類が有る。2～4人対戦。将棋とスライドパズルを合わせ戦国時代を題材にしたボードゲーム。カードとサイコロを使う。
- ポケモン バトルチェス（7×6マス）- 2011年12月26日株式会社ポケモンから発売。ポケットモンスターのキャラクター商品。それぞれの駒にパワーが数字で表されており、バトル要素が取り入れられている。カードやサイコロを用いる。3×4、5×5の初心者向けボードもある。
- 将棋ボクシング - チェスボクシングに範を取り、早指し将棋とボクシングを交互に行う。詳細はチェスボクシング参照。
- キングダム 盤上大戦（8×6マス）- 2022年9月2日、株式会社ジーピーから発売。アニメ『キングダム』のキャラクター商品。どうぶつしょうぎ考案者の北尾まどかが共同開発。
- 立体将棋：ノッカノッカ （5×6マス） - 2017年、株式会社ヒツジスタジオより発売されたボードゲーム。ゲームクリエイトチーム“ンダノガ”によりデザインされた。2人のプレイヤーは5つのキューブ状の駒を使用し、先攻は白、後攻は黒の駒を互いに動かしていく。全ての駒が同じ動きをし、玉将のように全方位に1マス動くことができる。駒を他の駒に重ねることができ、重ねられた駒は上の駒が移動するまで動かせなくなる。駒を重ねられるのは3段まで。敵陣の奥に駒を進めるか、全ての相手の駒に自分の駒を重ねることで勝利となる。

## 架空の将棋類
- "Jetan"（ジェッタン）：チェスに似たゲーム。『火星のチェス人間』（"The Chessmen of Mars" (1922年)）に登場（エドガー・ライス・バローズの火星シリーズ第5巻。ルールも掲載）。
- ジップ・カァーン：吉岡平の小説『宇宙一の無責任男』シリーズに登場するゲーム。
- ヒュペリオン：篠原健太の漫画「SKETDANCE」に登場するボードゲーム。プレイ人数は二人だが十字形の盤を使用する。駒は「アブラシモビッチ（魔王）」、「ドドンドンドドン（重戦士）」など、奇抜なものが多い。駒の初期配置は特に決まっておらず、自分の陣地内ならば自由に配置できる。
- 軍儀（グンギ）：冨樫義博の漫画『HUNTER×HUNTER』に登場するゲーム。9マス×9マスの盤上に「帥」「将」「馬」「槍」「兵」などの駒を配して対戦する。駒に駒を重ねることができ、三次元的な概念があるとされているが、詳しいルールは明らかになっていない。2022年にはこの軍儀を再現した商品が発売され、「入門編」「初級編」「中級編」「上級編」のレギュレーションが用意され、詳しいルールが定められた[25]。
- バルチャス：『牙狼《GARO》』に登場するゲーム。駒を取る際に思念を込めてイメージファイトを行い、勝った方が駒を取れる。
- マケドニア将棋（8×8マス） - 漫画ヒストリエの劇中に登場｡同7巻の限定版には盤駒およびルールブックが付属｡
- プロスフェアー：内藤泰弘の漫画『血界戦線』に登場するゲーム。試合中に盤の数を増やす「戦域拡大」、全ての駒の属性を変化させる「宣誓」などのルールがあるうえに、ゲームの経過によって駒が進化していく。
- 会社将棋：秋本治の漫画『こちら葛飾区亀有公園前派出所』163巻「中将棋の巻」に登場。両津勘吉が制作。「社長」を王将とし、「美人秘書」、「キャバ嬢」、「愛人」、成ると「内部告発」として敵に寝返る「イエスマン」などの駒がある。他に発展型として「中小企業将棋」、「大会社将棋」や、駒に茨木政彦や鳥嶋和彦などの週刊少年ジャンプ編集部の面々の名を持つ将棋が登場する。
- 三次元チェス：各種のサイエンス・フィクションに登場する。
- 将棋チェス：『賭博の巨人』。将棋の駒の上にチェスの駒を乗せて両方の移動範囲を合成できる。